# Лопатников, Леонид Исидорович
Леонид Исидорович Лопатников (24 марта 1923, Москва — 29 мая 2014, Москва) — российский экономист и журналист, ведущий научный сотрудник Института экономической политики им. Е. Т. Гайдара, ветеран Великой Отечественной войны, кандидат экономических наук, автор «Экономико-математического словаря».
Область научных интересов: «экономико-математическая и общеэкономическая терминология, новейшая экономическая история России».

## Биография
Родился 24 марта 1923 года в Москве в семье выходцев из Ревеля. Мать — Софья Захаровна (Зеликовна) Шварц (1893—1983), отец — Исидор Павлович Лопатников. После ареста и ссылки отца в 1925 году, с 1926 по 1931 гг. жил в Ревеле у бабушки.
Учился в Москве, после окончания школы в июне 1941 года, пошел на фронт. Инвалид Великой Отечественной войны.
После демобилизации работал корреспондентом, завотделом многотиражных и местных газет, в «Экономической газете». С 1968 года — в ЦЭМИ АН СССР.
Выпускник редакционно-издательского факультета Московского заочного полиграфического института (1952), Высших экономических курсов Госплана СССР (1965).
В 1967 году закончил заочную аспирантуру Института народного хозяйства им. Плеханова. В 1968 году Л. Лопатникову была присвоена степень кандидата экономических наук (тема — «Вопросы экономического эксперимента в промышленности»).
Умер в Москве 29 мая 2014 года.

## Семья
Жена — Лопатникова Наталия Николаевна (род. 1922), советский и российский учёный-лингвист, профессор МПГУ, мать троих детей.
Сын – Лопатников Дмитрий Леонидович (род. 1961), российский учёный географ, профессор МГУ им.Ломоносова и Финансового Университета.
Сын – Лопатников Сергей Леонидович (1949), радиофизик, кандидат наук (1977), в 2000 г. эмигрировал в США, исследователь Делаварского университета, известен как блогер ЖЖ.
Дочь – Елена Леонидовна Лопатникова, оператор (машинистка) в ИТАР-ТАСС.

## Профессиональная деятельность
С 1968 по 1990 гг. — старший научный сотрудник ЦЭМИ АН СССР, преподаватель факультета журналистики МГУ им. Ломоносова (курс экономической журналистики). В эти же годы в составе «Сводной рабочей группы» участвовал в разработке «Комплексной программы научно-технического прогресса СССР» и ряда документов по вопросам развития экономики.
В 1980-90-х гг. — член редакционной коллегии Реферативного журнала «Общественные науки в СССР» (серия «Экономика»), Комитета по управлению ВЦСПС, Редакционного совета издательства «Прогресс» (от редакции экономической литературы) и др. общественных организаций.
«Экономико-математический словарь» Л. Лопатникова, впервые изданный в 1970-х гг. в нескольких вариантах, выдержал 16 изданий в СССР / России и за рубежом (в странах «народной демократии»).
В 2013 году Л. Лопатниковым подготовлено 6-е, существенно расширенное электронное издание «Экономико-математического словаря» («Общеэкономический и экономико-математический объяснительный словарь»), размещенное на персональном сайте Slovar-Lopatnikov.ru.
Он также автор ряда книг и статей по экономике и истории СССР и новейшей экономической истории России.
Занимался научным редактированием экономической литературы (в частности являлся научным редактором 15 томного собрания сочинений Е. Т. Гайдара)

### Переводы
Переводы последних лет.

### Статьи (неполный список)
- 15 лет назад: как это было… polit.ru (18 декабря 2006). Дата обращения: 26 августа 2013. Архивировано 14 сентября 2013 года.
- К дискуссиям о статистике «Большого террора». «Вестник Европы», № 26-27 за 2009 г.. Дата обращения: 26 августа 2013. // Цифры «Большого террора». polit.ru (13 октября 2009). Дата обращения: 10 августа 2013. Архивировано 14 сентября 2013 года.
- Хуже, чем преступление. ng.ru (27 января 2010). Дата обращения: 26 августа 2013.
- Десталинизация общественного сознания и задача модернизации экономики. Доклад на сессии МАОН // slovar-lopatnikov.ru (12 июля 2011). Дата обращения: 26 августа 2013. Архивировано 14 сентября 2013 года.
- Жизнь идет по Гайдару. «Вестник Европы», № 30 за 2011 г.. Дата обращения: 26 августа 2013.
- Зарубки на памяти. К 90-летию автора. «Вестник Европы», № 34-35 за 2012 г.. Дата обращения: 26 августа 2013.